# Палата депутатов Италии
Палата депутатов Италии — нижняя палата итальянского парламента, с 2022 года состоит из 400 депутатов, которые избираются прямым и всеобщим голосованием. 12 депутатов представляют итальянцев, проживающих за рубежом. Заседания палаты проходят в барочном палаццо Монтечиторио.
Последние выборы в Палату депутатов прошли 25 сентября 2022 года. Текущим председателем Палаты депутатов является Лоренцо Фонтана.

## Законодательный процесс
Палата рассматривает и утверждает законопроекты, которые могут быть инициативой как правительства так и инициативой отдельного члена парламента, а также по народной инициативе (50 000 избирателей) и инициативе Национального совета экономики и труда или региональных советов.
Поданный законопроект рассматривается в одной из 14 постоянных или специальной комиссий, а затем передается на обсуждение в палату.
Палата также принимает решение о внесении каких-либо поправок в Конституцию.

## Комиссии парламента
В палате существуют 14 постоянных комиссий:
- I комиссия (по вопросам Конституции, Председателя Совета и внутренним делам);
- II комиссия (по юстиции);
- III комиссия (по иностранным делам и по делам общин);
- IV комиссия (по обороне);
- V комиссия (по бюджету, финансам и планированию);
- VI комиссия (по финансированию);
- VII комиссия (по культуре, науке и образованию);
- VIII комиссия (по окружающей среде, земле и общественным работам);
- IX комиссия (по транспорту, почте и телекоммуникациям);
- X комиссия (по производственной деятельности, торговле и туризму);
- XI комиссия (по государственному и частному труду);
- XII комиссия (по социальным вопросам);
- XIII комиссия (по сельскому хозяйству);
- XIV комиссия (по Европейскому союзу).

Кроме того существуют совместные следственные комиссии, специальные комиссии.

## Процедура выборов
Палата депутатов избирается на основе закона № 165 от 3 ноября 2017 года.

## Политические фракции
Правила палаты предусматривают, что каждый член палаты должен принадлежать к какой-либо парламентской фракции. В течение двух дней после первого заседания, депутаты должны заявить Генеральному секретарю палаты, к какой фракции они принадлежат. Смешанная группа состоит из членов, которые не принадлежат к какой-либо другой фракции. Для формирования фракции требуется минимум 20 депутатов.
18 мая 2018 года было достигнуто соглашение о формировании правительственной коалиции Движения 5 звёзд и Лиги Севера.